# Разіп Ісмаїл
Мохаммед Разіп бін Ісмаїл (малай. Mohamed Razip bin Ismail), відоміший просто як Разіп Ісмаїл (малай. Razip Ismail, нар. 23 квітня 1962, Селангор) — малайзійський футболіст, що грав на позиції захисника, та малайзійський футбольний тренер, останнім місцем роботи якого був клуб МОС у 2018 році.

## Кар'єра футболіста
Разіп Ісмаїл грав у складі клубу «Куала-Лумпур» з 1979 до 1994 року. У складі команди тричі, у 1987, 1988 і 1989 роах вигравав Кубок Малайзії, двічі вигравав Кубок Футбольної асоціації Малайзії (у 1993 і 1994 роках), а також вигравав чемпіонат Малайзії у 1986 і 1988 роках.
Разіп також грав у складі збірної Малайзії на кількох міжнародних турнірах. Зокрема він грав у складі команди, яка виграла Ігри Південно-Східної Азії 1989 року в Куала-Лумпурі.

## Тренерська кар'єра
Разіп Ісмаїл тренував свою колишню команду «Куала-Лумпур» з 2008 по 2012 рік. За цей час «Куала-Лумпур» підвищився до Суперліги Малайзії в 2009 році, а потім опустивсяв другий дивізіон у 2012 році. У 2013 році він перейшов на посаду головного тренера команди «Харімау Муда B», у складі якої грали футболісти молодіжної збірної Малайзії, яка виступала в С.Лізі, на місце Ісмаїла ІІбрагіма, за дворічним контрактом. З командою він виграв Кубок Сінгапурської ліги 2013 року. 8 лютого 2015 року Разіп виграв свій перший міжнародний турнір як тренер після перемоги над молодіжною збірною Бангладеш з рахунком 3–2 у фіналі Кубка Бангабандху, після чого молодіжна збірна Малайзії стала володарем кубка.
17 березня 2016 року Разіп був призначений головним тренером клубу «Паханг». Його контракт не був продовжений наприкінці сезону 2016 року. Після цього Разіп був оголошений новим головним тренером клубу «Перліс» на сезон 2017 другого дивізіону Малайзії. Але 6 березня 2017 року він залишив посаду головного тренера клубу «Перліс», а його команда опинилася в нижній частині турнірної таблиці.
У грудні 2017 року Разіп був оголошений головним тренером клубу МОС на сезон 2018 року малайзійського третього дивізіону. Після закінчення сезону тренер припинив співпрацю з клубом.